# Ulrich Jautz
Ulrich Jautz (* 1963 in Stuttgart) ist ein deutscher Rechtswissenschaftler und Rektor der Hochschule Pforzheim.

## Leben und Wirken
Jautz studierte nach Abitur und Wehrdienst Rechtswissenschaften an der Eberhard Karls Universität Tübingen von 1984 bis 1989. Nach Erstem Staatsexamen in Tübingen und Referendariat beim Landgericht Stuttgart, erfolgte der erfolgreiche Abschluss des Zweiten Staatsexamens 1993. 
Neben der Sammlung praktischer Erfahrungen in einer auf das Agrarrecht spezialisierten Anwaltskanzlei in Stuttgart promovierte er berufsbegleitend an der Universität Tübingen. Das Thema der Dissertation: Probleme der Zwangsvollstreckung in Patentrecht und Patentlizenzrecht. Im Jahr 1996 wechselte Jautz in eine Anwaltskanzlei, wo er 1998 Partner wurde.
Nach der Berufung an die Hochschule Pforzheim übernahm Ulrich Jautz Leitungsfunktionen. Er war Studiengangleiter im Studiengang Wirtschaftsrecht sowie im Master Unternehmensrecht, bekleidete das Amt des Studiendekans, wurde zum stellvertretenden Dekan und 2012 zum Dekan der Fakultät für Wirtschaft und Recht gewählt. 
Seit 2014 leitet Ulrich Jautz als Rektor die Hochschule Pforzheim. Im Oktober 2020 wurde er für weitere acht Jahre in diesem Amt bestätigt.

## Forschungsbereiche
Jautz lehrt und forscht zu den Themen Gesellschaftsrecht, Vertragsgestaltung, Zivilprozessrecht, Urheberrecht sowie dem gewerblichen Rechtsschutz, zu welchem neben Patent-, Design- und Markenrecht auch das Wettbewerbsrecht gehört.
Gemeinsam mit seinem bereits verstorbenen Kollegen Hartmut Eisenmann schrieb Ulrich Jautz das Lehrbuch „Grundriss Gewerblicher Rechtsschutz und Urheberrecht“ (C.F. Müller Verlag), das bereits in der 10. Auflage erschienen ist. ISBN 9783811487369